# Ann Osgerby
Ann Osgerby, född 20 januari 1963 i Preston i Lancashire, är en brittisk före detta simmare.
Osgerby blev olympisk silvermedaljör på 4 x 100 meter medley vid sommarspelen 1980 i Moskva.